# A Pastoriza
Pastoriza (w jęz. galicyjskim A Pastoriza) – miasto w Hiszpanii w regionie Galicja we wschodniej części prowincji Lugo.